# Atractus melanogaster
Atractus melanogaster — вид змій родини полозових (Colubridae). Ендемік Колумбії.

## Поширення і екологія
Atractus melanogaster мешкають на східних схилах Центрального хребта Колумбійських Анд, від Пенсільванії в департаменті Кальдас до Кахамарки в департаменті Толіма. Вони живуть у вологих гірських тропічних лісах, на висоті від 1800 до 2200 м над рівнем моря.